# Cofimpacia chusaroides
Cofimpacia chusaroides là một loài bướm đêm trong họ Noctuidae.